# Avranville
Avranville é uma comuna francesa na região administrativa do Grande Leste, no departamento de Vosges. Estende-se por uma área de 10.89 km², e possui 70 habitantes, segundo o censo de 2018, com uma densidade de 6.4 hab/km².